# Pettorina

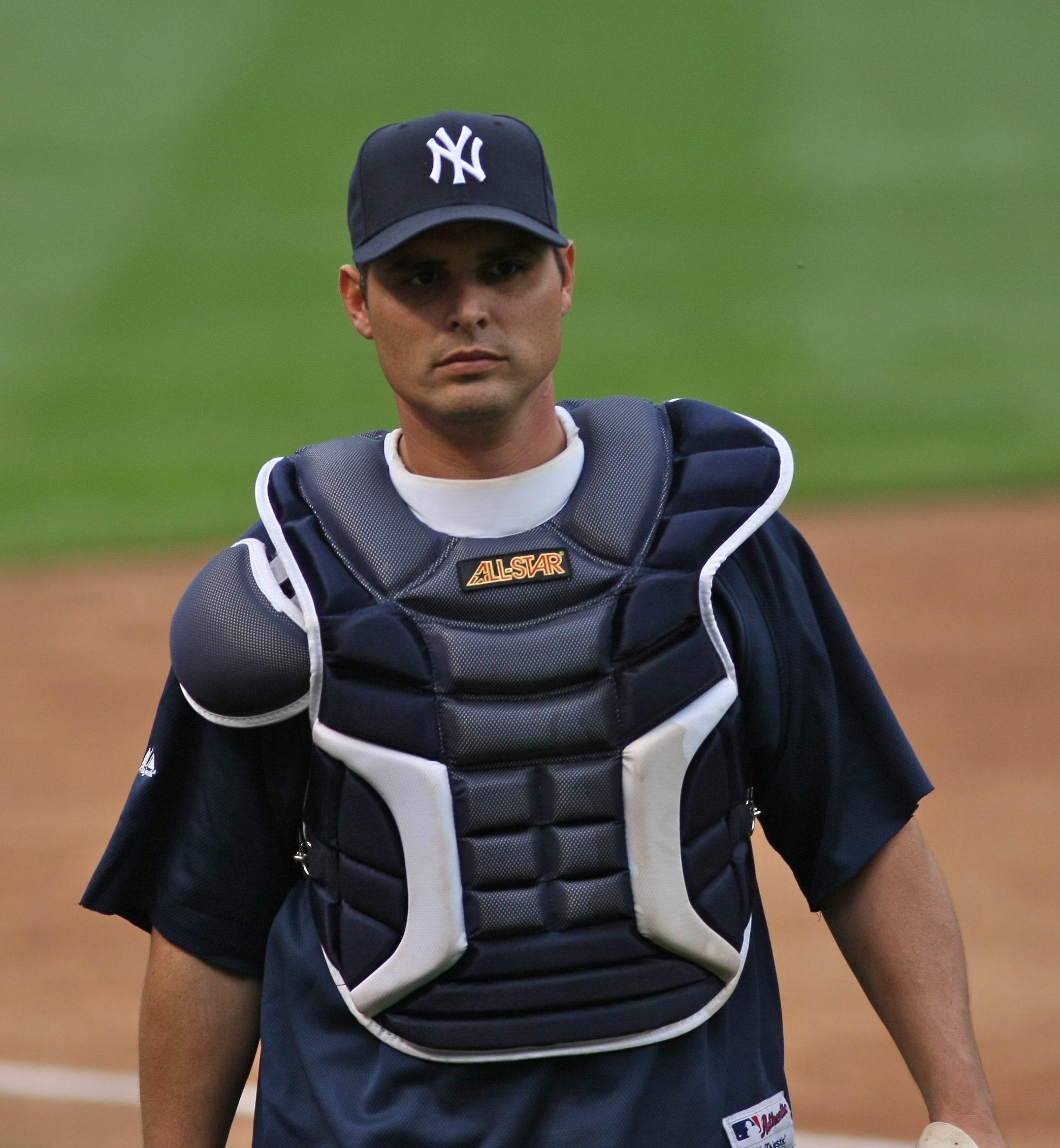

La pettorina, nel gioco del baseball, la fa parte delle protezioni del ricevitore.

## Applicazione
Essa serve a proteggere il petto ed il busto del ricevitore. È fondamentale per la sicurezza del giocatore, in quanto le palline, se arrivassero sul petto del giocatore potrebbero addirittura rompere una costola allo stesso.

## Caratteristiche
Essa si aggancia mediante una specie di moschettone metallico che finisce dietro la schiena ed è composta da un materiale spugnoso ed imbottito di una sorta di gomma. L'aggancio è legato al pezzo di imbottitura tramite fasce, simili a bretelle.
Alcune di esse prevedono anche un pezzo di forma a mezza cupola, attaccato al pezzo principale per mezzo di una parte in feltro, che va applicato sulla spalla destra del ricevitore per proteggere la stessa.